# Ponderisanje
Proces ponderisanja frekvencije uključuje isticanje doprinosa određenih aspekata fenomena (ili skupa podataka) u odnosu na druge ishodu ili rezultatu; čime se ističu ti aspekti u poređenju sa ostalima u analizi. To jest, umesto da svaka varijabla u skupu podataka podjednako doprinosi konačnom rezultatu, neki od podataka se prilagođavaju da daju veći doprinos od drugih. Ovo je analogno praksi dodavanja (dodatne) težine jednoj strani para vaga da bi se favorizovao kupac ili prodavac.
Dok se ponderisanje može primeniti na skup podataka, kao što su epidemiološki podaci, ono se češće primenjuje na merenja svetlosti, toplote, zvuka, gama zračenja, i zapravo bilo kojeg stimulusa koji je raširen po spektru frekvencija.

## Spoljašnje veze
- Noise measurement briefing Архивирано 2008-06-30 на сајту
- Calculator for A,C,U, and AU weighting values Архивирано на веб-сајту  (10. децембар 2006)
- A-weighting filter circuit for audio measurements Архивирано 2016-12-31 на сајту
- AES pro audio reference definition of "weighting filters"
- What is a decibel?
- Weighting filter according DIN EN 61672-1 2003-10 (DIN-IEC 651) Calculation: frequency f to dBA and dBC